# クローステル・カンペンの戦い
クローステル・カンペンの戦い（クローステル・カンペンのたたかい、英語: Battle of Kloster Kampen）、またはクローステル・カンプの戦い（クローステル・カンプのたたかい、英語: Battle of Kloster Kamp）は七年戦争中の1760年10月15日、フランス軍がイギリス軍に勝利した戦闘。

## 背景
1760年秋、イギリスやハノーファーの連合軍の指揮官フェルディナント・フォン・ブラウンシュヴァイク＝ヴォルフェンビュッテルはフランス軍によるハノーファーへの脅威に対処しようとした。彼は牽制としてブラウンシュヴァイク＝ヴォルフェンビュッテル公子カール・ヴィルヘルム・フェルディナント率いる2万の軍勢を派遣してライン川東岸のヴェーゼルを包囲、フランス軍を西へ引きつけようとした。フランス軍はヴェーゼルを守ろうとしてリッペ川の河口でライン川に架かっている橋を燃やし、またド・カストリー侯爵が増援を連れて急行していた。
カール・ヴィルヘルム・フェルディナントはヴェーゼルを包囲して浮橋を2つ作り、ライン川西岸のクローステル・カンペン地域でド・カストリー侯爵を迎撃しようとした。ジョージ・オーガスタス・エリオット率いる前衛にはプロイセン軍の2個ユサール大隊、第1ロイヤル竜騎兵連隊、第6竜騎兵連隊、第87歩兵連隊、第88歩兵連隊がおり、本隊は2個擲弾兵大隊、第20歩兵連隊、ロイヤル・ウェルシュ・フュージリアーズ、第25歩兵連隊、ハノーファー軍2個大隊、そしてヘッセン軍2個大隊だった。本体の後ろには第10竜騎兵連隊とハノーファーとヘッセンの10個騎兵大隊など騎兵が配置されていた。さらに第11歩兵連隊、第33歩兵連隊、第51歩兵連隊とヘッセン軍5個大隊が予備軍として本隊から数マイル離れたところで待機していた。

## 戦闘

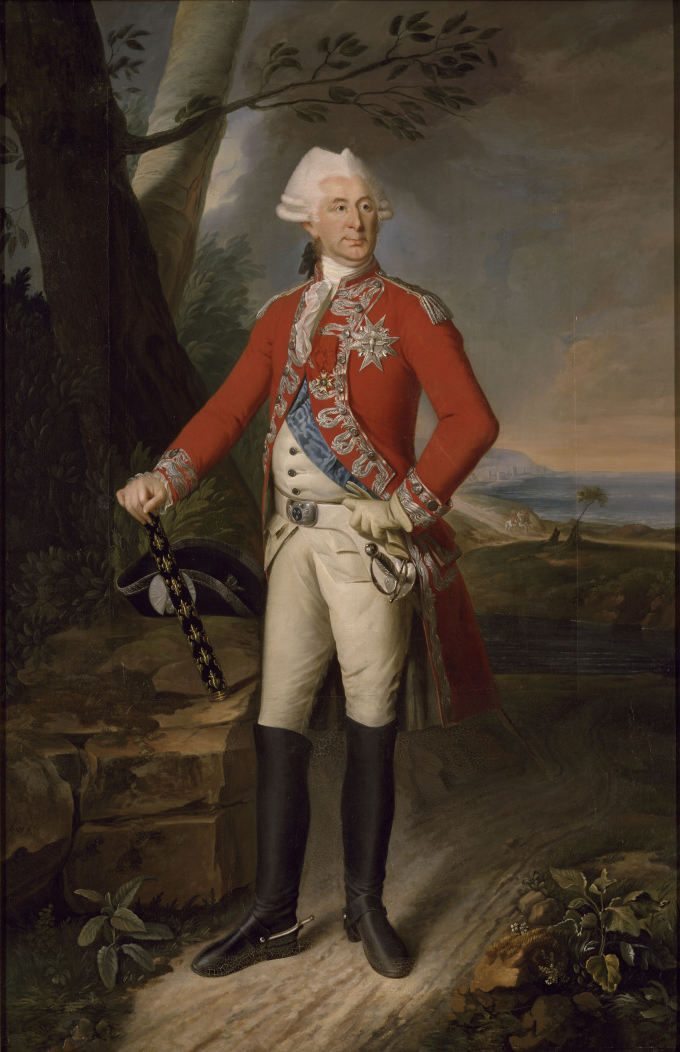
ド・カストリー侯爵

戦闘は夜中にイギリス前衛がフランス軍をクローステル・カンペン（カンペン修道院）から追い出し、水路にかかっていた橋を占領したことで始まった。フランス軍本隊は抵抗するフランス軍の砲声で戦闘に気づいた。やがて夜明けが訪れると、イギリスとドイツ歩兵は前進してフランス軍を攻撃、ハイランダー連隊は後ろからフランス軍を襲撃して撤退させた。
ド・カストリー侯爵は予備軍を投入、撤退する敗残兵たちを再集結させて連合軍に反撃した。反撃で連合軍の隊列が乱れると、フランス軍は連合軍を水路の先まで押し返した。連合軍の予備軍を投入しようとしたが、数マイル離れているせいで時間がかかってしまい、連合軍はジリジリと後退した。
水路の西端ではエリオットがイギリスの3個騎兵連隊に突撃を命じ、フランス軍の進軍を阻んだ隙に連合軍が川の北岸を奪回した。そして、ようやくやってきた予備軍の援護で連合軍の歩兵は足場を固めることができた。ここでカール・ヴィルヘルム・フェルディナントがライン川への撤退を命じた。ライン川まで撤退して橋が燃やされたことに気づいた連合軍は橋の再建に2日かかることもあって窮地に陥ったが、フランス軍が追撃しなかったため撤退に成功した。

## その後
敗戦の報せはイギリスでは失望をもって迎えられた。増援を派遣したばかりだったため、より芳しい戦果を期待したのであった。一部では指揮官のフェルディナントの能力を疑問視する声もあったが、フェルディナントはヴァールブルクの戦い、フィリングハウゼンの戦い、ヴィルヘルムスタールの戦いと連勝したことでハノーファーを守り、汚名を返上した。